# Đầu tư cố định
Đầu tư cố định vào kinh tế là thu mua vốn cố định mới được sản xuất. Nó được đo lường như một biến lưu lượng - nghĩa là, dưới dạng một lượng trên một đơn vị thời gian.
Do vậy, đầu tư cố định là sự tích lũy các tài sản vật chất như máy móc, đất đai, tòa nhà, công trình lắp đặt, phương tiện đi lại hoặc công nghệ. Thông thường, bảng cân đối kế toán của công ty sẽ nêu cả số chi tiêu cho tài sản cố định trong quý hoặc năm và tổng giá trị tài sản cố định sở hữu.
Đầu tư cố định trái ngược với đầu tư vào lao động, chi phí hoạt động liên tục, vật liệu hoặc tài sản tài chính. Tài sản tài chính cũng có thể được giữ trong một thời hạn cố định (ví dụ, trái phiếu) nhưng chúng thường không được gọi là "đầu tư cố định" vì chúng không liên quan đến việc mua tài sản cố định vật chất. Thuật ngữ thông thường hơn cho các khoản đầu tư tài chính đó là "các khoản đầu tư có thời hạn cố định". Tiền gửi ngân hàng được cam kết trong một kỳ hạn cố định, chẳng hạn như một hoặc hai năm trong tài khoản tiết kiệm được gọi là "tiền gửi có kỳ hạn cố định".
Các biện pháp thống kê về đầu tư cố định, chẳng hạn như được cung cấp bởi Văn phòng Phân tích Kinh tế ở Hoa Kỳ, Eurostat ở Châu Âu và các cơ quan thống kê quốc gia và quốc tế khác (ví dụ: Quỹ Tiền tệ Quốc tế), thường được các nhà kinh tế coi là các chỉ số quan trọng của tăng trưởng kinh tế dài hạn (tăng trưởng sản lượng và việc làm) và năng suất tiềm năng.
Càng sử dụng nhiều vốn cố định cho mỗi công nhân, thì công nhân càng có năng suất cao hơn, những thứ khác như nhau. Ví dụ, một công nhân chỉ xới đất bằng thuổng thường có năng suất thấp hơn một công nhân sử dụng máy cày điều khiển bằng máy kéo để làm cùng một công việc, bởi vì với máy kéo, người ta có thể cày nhiều đất hơn trong thời gian ngắn hơn và do đó sản xuất nhiều hơn trong thời gian ngắn hơn, ngay cả khi một máy kéo đắt hơn một thuổng. Rõ ràng thông thường người ta sẽ không sử dụng máy kéo để cày xới một khu vườn nhỏ, nhưng trong nông nghiệp quy mô lớn, thu nhập kiếm được khi sử dụng máy kéo cao hơn nhiều so với chi phí sử dụng máy kéo. Sẽ không kinh tế nếu sử dụng thuổng để cày quy mô lớn, trừ khi nhân công cực kỳ rẻ và nguồn cung lao động dồi dào.
Mức đầu tư cố định của doanh nghiệp cũng cho biết điều gì đó về mức độ tin cậy của chủ doanh nghiệp hoặc người quản lý về khả năng kiếm thêm thu nhập từ việc bán hàng trong vài năm tới. Lý do là họ sẽ khó có thể buộc thêm vốn vào tài sản cố định trong vài năm hoặc hơn, trừ khi họ nghĩ rằng đó sẽ là một đề xuất khả thi về mặt thương mại trong dài hạn. Nếu có quá nhiều sự không chắc chắn về việc liệu khoản đầu tư cố định của họ có thành công hay không, họ không chắc sẽ tham gia vào nó.
Trong những thập kỷ gần đây, tốc độ tăng trưởng của đầu tư cố định ở Mỹ, Châu Âu và Nhật Bản là tương đối thấp, nhưng ở Trung Quốc thì tương đối cao. Thông thường, các mối quan hệ tương đối được biểu thị bằng tỷ lệ giữa tổng vốn hình thành cố định và GDP, hoặc đầu tư cố định trên mỗi lao động có việc làm hoặc trên đầu người.

## Tại sao cố định?
Việc sử dụng thuật ngữ "cố định" không nhất thiết có nghĩa là tài sản "ở yên một chỗ", tức là không có nghĩa là nó bất động về mặt vật lý, mà nó đề cập đến sự luân chuyển (vòng xoay) của các dòng vốn.
Thông thường, đối với mục đích kế toán, đầu tư cố định đề cập đến "tài sản vật chất được nắm giữ từ một năm trở lên". Do đó, vốn đầu tư là "cố định", theo nghĩa chính xác là vốn bị ràng buộc trong tài sản vật chất trong một thời gian dài hơn, và do đó không thể được sử dụng cho các mục đích khác. Điều này trái ngược với, ví dụ, vốn đầu tư dưới hình thức tiền gửi ngân hàng lưu động thu lãi, hoặc đầu tư vào nguyên liệu thô đã được sử dụng hết trong năm tuần để sản xuất các sản phẩm mà khi bán sẽ có thu nhập vào tháng tiếp theo.
Thuật ngữ "đầu tư cố định" có thể hơi mơ hồ, bởi vì nó có thể đề cập đến giá trị của một kho tài sản cố định được giữ tại ngày cân bằng, hoặc như trong kinh tế học, với giá trị của một luồng chi phí cho tài sản cố định trong một khoảng thời gian kế toán, chẳng hạn như một năm. Sự khác biệt không phải lúc nào cũng được nêu rõ ràng trong các bảng thống kê — chúng có thể đề cập đến lượng vốn được sử dụng trong tài sản cố định tại ngày cân đối hoặc số tiền đã được chi cho thiết bị cố định trong một quý hoặc năm.

## Đo lường
Số tiền đầu tư cố định có thể được ghi là "tổng" (trước khi tính đến khấu hao) hoặc "ròng" (sau khi khấu hao). Bằng cách trừ đi các khoản thanh lý tài sản cố định cho các khoản bổ sung vào tài sản cố định trong kỳ kế toán, chúng ta có được một thước đo về sự hình thành vốn ròng (cố định).
Trong thống kê chính thức, người ta thường cố gắng ước tính giá trị của tài sản cố định trong một quốc gia, giá trị hao mòn của chúng (hoặc tiêu hao vốn cố định) và giá trị hình thành tổng vốn cố định theo lĩnh vực và loại tài sản. Tài sản cố định mất giá theo thời gian, do hao mòn và lỗi thời của thị trường. Vào cuối thời gian sử dụng hữu ích của chúng (có thể từ 7–10 năm), chúng chỉ còn lại giá trị phế liệu (hoặc ít nhất là phải trải qua công việc bảo trì hoặc sửa chữa).
Tuy nhiên, khái niệm "tổng vốn cố định hình thành" (GFCF) được sử dụng trong thống kê chính thức không đề cập đến tổng đầu tư cố định ở một quốc gia.
- Thứ nhất, GFCF chỉ đo lường giá trị bổ sung vào vốn cố định trừ đi giá trị thanh lý tài sản cố định bị loại bỏ. Vì vậy, thông thường tổng đầu tư cố định trong một năm trên thực tế là một giá trị lớn hơn GFCF. "Tổng đầu tư cố định" (tổng) thường không phải là một thước đo thống kê được công bố, vì các nhà kinh tế quan tâm chủ yếu đến sự đóng góp của đầu tư cố định vào giá trị gia tăng, tức là họ quan tâm đến phần bổ sung ròng được thực hiện cho tổng vốn cố định (thêm bớt rút tiền). Theo giả thiết, nếu số đầu tư cố định và số tài sản cố định bị loại bỏ có giá trị bằng nhau, thì số liệu tổng đầu tư cố định chỉ cho chúng ta biết rằng tài sản cố định bị loại bỏ đã được thay thế. Muốn biết vốn cố định tồn kho đã tăng lên bao nhiêu thì phải biết mối quan hệ giữa tài sản cố định mua và thanh lý tài sản cố định.
- Thứ hai, GFCF không bao gồm việc mua đất, chỉ đầu tư vào cải tạo đất, chủ yếu là do đất do một người hoặc công ty mua từ người khác thường không làm tăng tổng diện tích đất ở đó (ngoại trừ các trường hợp cải tạo đất như làm đất). Tất cả những gì xảy ra là cùng một mảnh đất thay đổi chủ sở hữu. Nếu đất được bán, nó có thể mang lại lợi nhuận vốn cho người bán, nhưng lợi nhuận từ việc bán đất đó thường không được công bố rõ ràng trong số liệu thống kê chính thức, một phần là do việc định giá tiêu chuẩn về giá trị của đất trước đây thường khó hoạt động, trong đặc biệt nếu đất được cải tạo hoặc phát triển bởi người bán. Giá trị của đất có thể tăng hoặc giảm do tất cả các loại yếu tố, và việc định giá đất có thể khác nhau ở mỗi nơi. Tốt nhất người ta có thể ước tính tổng giá trị bán đất trong một khoảng thời gian tính toán.

Đối với mục đích thống kê, đầu tư vào vốn cố định phải được phân biệt với đầu tư vào hàng hóa trung gian. Không giống như tài sản cố định, hàng hóa trung gian (ví dụ, hàng hóa như dầu, điện, gỗ, thép và ngũ cốc) được sử dụng hết trong sản xuất (thường là trong vòng một năm). Nhưng sự phân biệt này không phải lúc nào cũng dễ rút ra, ví dụ:
- nếu nguyên liệu thô được giữ trong hơn một năm trước khi chúng được sử dụng,
- nếu xảy ra chi phí để lắp đặt, bảo dưỡng, bảo hiểm hoặc sửa chữa tài sản cố định (có thể là một phần của hợp đồng mua bán)
- nếu tài sản "cố định" vật chất được bán lại trong vòng chưa đầy một năm.

Trong thống kê chính thức, các quy ước kế toán khác nhau được thông qua để giải quyết những vấn đề này theo cách chuẩn hóa. Một điều phức tạp nữa là tài sản cố định bị phế thải, là đồ cũ, có thể được bán lại và sử dụng lại (ví dụ, xe đã qua sử dụng).

## Các lý thuyết về xác định đầu tư cố định
Một lý thuyết về việc xác định đầu tư cố định tập trung vào sự chênh lệch giữa số lượng hiện tại của vốn cố định và lượng vốn mục tiêu hoặc tối ưu. Nguồn vốn mục tiêu - mức mà lợi nhuận của một công ty sẽ cao nhất nếu thực tế vốn cố định nắm giữ bằng mức đó - được xác định bằng mức mà sản phẩm biên của tư bản bằng với chi phí biên của tư bản. Sau đó, dòng vốn đầu tư ròng trên một đơn vị thời gian được xác định bằng cách cân bằng các khoản lỗ do có mức vốn thấp hơn tối ưu với chi phí điều chỉnh của việc lắp đặt vốn mới; các chi phí điều chỉnh này tính theo đơn vị có thể là một hàm tăng của tốc độ cài đặt.
Một lý thuyết khác về xác định đầu tư cố định dựa trên Tobin's q, tỷ lệ giữa giá trị thị trường với chi phí mua lại của một đơn vị vốn vật chất bổ sung; đầu tư được giả thuyết là một hàm gia tăng của tỷ lệ này.

## Xu hướng
Ngày nay chi phí cố định được sử dụng rộng rãi (ví dụ, một nhà máy điện hạt nhân có thể được xây dựng với giá ba tỷ đô la). Điều này tạo ra nhiều rủi ro hơn và có nghĩa là nhiều đảm bảo tài chính và thu xếp bảo hiểm trở nên cần thiết.